# Rhodafra
Rhodafra là một chi bướm đêm thuộc họ Sphingidae.

## Các loài
- Rhodafra marshalli - Rothschild & Jordan 1903
- Rhodafra opheltes - (Cramer 1780)